# 安哥拉 (特拉華州)
安哥拉（英語：Angola）是位於美國特拉華州蘇塞克斯縣的一個非建制地區。該地的面積和人口皆未知。

## 地理
安哥拉的座標為38°40′15″N 75°10′29″W / 38.67083°N 75.17472°W，而該地的平均海拔高度為7米（即23英尺）。